# Голованов, Андрей Юрьевич
Андре́й Ю́рьевич Голова́нов (3 октября 1974 года, Москва) — российский спортивный репортёр, телекомментатор. Наибольшую известность получил как спортивный комментатор «Первого канала». Внук заслуженной артистки РСФСР Евгении Мельниковой (1909—2001).

## Биография
В 1997 году окончил факультет журналистики МГУ им. М. В. Ломоносова, международное отделение.
В журналистике работает с 1991 года, а на телевидении — начиная с 1994 года. Начал карьеру на радиостанции «Маяк». Первый раз появился в эфире в качестве комментатора в апреле 1994 года на обзоре матчей Лиги Чемпионов УЕФА.
С 1994 по 2002 год — штатный спортивный обозреватель и комментатор «Первого канала». В 2002 году забрал свою трудовую книжку с этого телеканала, после чего с этого же периода стал работать на «Первом канале» уже как внештатный сотрудник. Был корреспондентом программы «На футболе с Виктором Гусевым» (2000—2002 годы), работал комментатором на шоу «Звёзды на льду» (впоследствии — «Ледниковый период») в 2006 и 2007 годах. 
Осенью 2002 года перешёл работать на недавно образованный телеканал 7ТВ. Комментировал матчи футбольных чемпионатов, а также тележурналы «Мировой спортивный день» и «Мировая футбольная неделя». Ушёл с телеканала весной 2010 года, после изменения концепции вещания на нём. Летом 2010 года комментировал чемпионат мира по футболу на канале «2 Спорт 2».
В 2010—2013 годах был комментатором детской программы «Дорожная азбука» на телеканале «Карусель».
Также сотрудничает с телеканалом Eurosport 1. Комментирует, в основном, санный спорт. С осени 2016 года является одним из основных комментаторов матчей НХЛ на Eurosport 1. Комментирует некоторые трансляции по фигурному катанию на сайте «Первого канала».
С 2023 года — комментатор компании vSporte, работает на матчах Второй лиги.

## Деятельность как комментатора
Его основные профилирующие виды спорта: футбол, хоккей и фигурное катание. Работает также на летних и зимних Олимпийских играх (начиная с 1998 года), чемпионатах мира по хоккею (1999, 2000, с 2010 по 2017 год) и фигурному катанию. В качестве футбольного комментатора первое время комментировал телетрансляции с Лиги Чемпионов УЕФА, преимущественно без участия российских клубов. После ухода Лиги Чемпионов с ОРТ работал на трансляциях с Чемпионата России, Кубка России, матчах российской сборной, матчах Кубка УЕФА, на пяти чемпионатах мира (1998, 2002, 2006, 2010, 2014) и на четырёх чемпионатах Европы (2000, 2008, 2012, 2016). Также комментировал Кубок мира по хоккею с шайбой 2016 года в паре с Евгением Кузнецовым, а также российский этап Еврохоккейтура (кубок «Первого канала»).
Также комментировал Чемпионат Европы по водным видам спорта 2002 в паре с Марией Киселёвой.